# Сопіков Василь Степанович
Василь Степанович Сопіков (рос. Василий Степанович Сопиков) — відомий бібліограф, укладач розпису російських книг.

## Біографія
Будучи сином купця, спочатку торгував книгами. У 1811 році, за сприяння А. Н. Оленіна, поступив на службу в публічну бібліотеку помічником бібліотекаря російського відділу, де і зайнявся впорядкуванням книг слов'янською та російською мовами; в 1812 році Сопіков був відряджений до Олонецької губернії для супроводу туди 200 ящиків книг і рукописів, що становлять дорогоцінне надбання бібліотеки.

### Діяльність
Після повернення, Сопіков зайнявся підготовкою та обробкою матеріалів для свого великого бібліографічного довідника, що вийшов під заголовком "Досвід російської бібліографії, або повний словник творів і перекладів, надрукованих на Славенському і російській мовами від початку закладів друкарень до 1813 року, з передмовою, службовцям введенням в цю Науку, абсолютно нову в Росії, з історією про початок та успіхи друкарства як в Європі взагалі, так і особливо в Росії з примітками про стародавніх рідкісних книгах і їх виданнях, і з короткими із них виписками.
У 1-ї частини вміщено передмову (приписується К. Калайдович), де викладені найважливіші відомості з «теорії» бібліографії та її літератури і йдеться про план «Досвіду» і його джерела; потім треба: розпис древнім слов'ян. друкарням з показанням, в яких місцях вони перебували і з якого часу кожна з них по надрукованим книг стала відомою; нотатки про громадянські друкарнях та інш. За цим починається вже самий список книг в алфавітному порядку, і в 1-му томі (почасти й у 5) поміщені книги церковній пресі, а в інших — громадянської. Кінець V т. (з № 13150) довершено В. Анастасевич, який був і видавцем цієї останньої частини. Усіх книг перелічені у Сопікова 13249; пойменовані вони в абетковому порядку заголовків, але цей порядок не строго дотриманий. Списком Сопікова можна керуватися лише з великою обережністю. Що стосується 1-ї частини, тобто списку книг церковній пресі, то він тепер, після праць Строєва, Кеппена, Калайдовіча, Максимовича та ін, втратив своє значення для бібліографів. Список же книг гражданського друку, крім неповноти, представляє ще те незручність, що назви книжок не виписані цілком, а часто означена і неточно, і з друкарськими помилками. Пояснюється це тим, що Сопіков не мав усіх книг під руками, а розпис свою становив здебільшого по готових описах, рукописних і друкованих каталогах. Це ж обставина послужила причиною того, що при вказівці форматів, років друкування укралося безліч помилок, а кількість сторінок, гравюр, планів або карт, доданих до багатьох видань, зовсім не показано. При ненадійності більшості приватних відомостей, які повідомляються Сопіковим, головному, тобто того, що та чи інша книга, у нього зазначена, дійсно існувала, можна довіряти цілком. Багато з наведених Сопіковим книг настільки рідкісні, що інші бібліографи вважали їх навіть зовсім не існуючими, але новітні відкриття підтвердили вірність його свідчень (напр, № 13.097 — «Прівет' кір' Михайлу митрополиту київському і галицькому», Львів, l59l; 4 °, знайдений у 1861 р.). Не кажучи вже про 1-й і 5-й частинах, в яких вказані рідкісні твори стародруку літератури, в інших частинах знаходиться розпис рідкісних книг гражданського друку; між ними особливої ??уваги заслуговують книги масонські, що виходили в кінці XVIII стіл. з таємних друкарень в невеликій кількості примірників для вживання в ложах ордена, у продаж не надходили, а згодом конфісковані і знищені. Непотрібні виписки з книг, якими Сопіков хотів прикрасити свою працю, знаходяться тільки в перших двох томах. До своєї колосальної праці, виконаної їм без потрібних матеріалів і, мабуть, без будь-якого заохочення, Сопіков припускав докласти розпис географічним картам і всілякі покажчики, але встиг скласти покажчик імен авторів до одного лише 1-му тому, а тим часом подібного роду покажчик, необхідний у всякому бібліографічному працю, подвійно необхідний для «Досвіду» Сопікова зважаючи прийнятої ним системи — розташовувати книги в абетковому порядку заголовків, і при його відсутності працю Сопікова значно втрачає у своїй цінності.
У 1815 році в польському журналі: «Pami?tnik Warszawski» з'явилася вельми слушна критика перших 3-х частин «Досвіду» Сопікова, написана Лінде (витяг з неї в «Вестн. Європи» 1816 р., ч. 90). З приводу виходу в світ V томи були поміщені поправки і замітка в «бібліографічних листах» Кеппена 1825 р., № 3. У новітній час В. І. Саїтов надрукував "Нотатки та роз'яснення до досвіду Росії. Б. В. Сопікова «(в» Журн. Мін. Нар. Просвіта. ", 1876 р., і окремо СПб., 1878). У тому ж 1876 вийшов «Алфавітний покажчик імен» до «Досвід», сост. П. О. Морозовим, а в 1900 р. «Покажчик до книг гражданського друку», сост. В. Н. Рогожиним.
Крім «Досвіду», Сопіков видав соч. Монтеск'є: «Про суть законів», в перекладі Д. І. Язикова, і переклад з франц. «Піфагорових законів і моральних правил».